# Burca (Rumunia)
Burca – wieś w Rumunii, w okręgu Vrancea, w gminie Vidra. W 2011 roku liczyła 1430
mieszkańców.